# 김가은 (1989년 1월)
김가은(金佳恩, 1989년 1월 8일~)은 대한민국의 배우이자 모델이다.
2003년에 영화 《여우계단》의 단역을 통하여 영화 배우(아역)로 첫 데뷔를 하였으며 2009년에 SBS 서울방송 11기 공채 탤런트로 선발되었다.

## 학력
- 창덕여자고등학교 (졸업)
- 국민대학교 (연극영화학 / 학사)

## 경력
- 2009년: SBS 11기 공채 탤런트

## 출연작

### 영화
- 2003년 《여우계단》
- 2004년 《여선생VS여제자》
- 2012년 《신입사원》
- 2020년 《대외비》
- 2021년 《큰엄마의 미친봉고》 ... 최은서 역
- 2022년 《피디님이 책임지세요》

### 드라마
- 2009년 SBS 주말 특별기획 드라마 《스타일》 ... 왕미혜 역
- 2010년 SBS 아침 일일연속극 《당돌한 여자》
- 2010년 SBS 월화 특별기획 드라마 《자이언트》
- 2010년 SBS 아침 일일연속극 《여자를 몰라》
- 2010년 SBS 월화드라마 《닥터 챔프》 ... 피정아 역
- 2011년 SBS 주말 특별기획 드라마 《여인의 향기》 ... 유승아 역
- 2011년 KBS2 월화드라마 《브레인》 ... 이하영 역
- 2011년 MBN 주말 특별기획 드라마 《왓츠업》 ... 김가영 역
- 2011년 JTBC 수목드라마 《발효가족》
- 2012년 SBS 주말극장 《내 사랑 나비부인》 ... 김살구 역
- 2013년 SBS 월화 특별기획 드라마 《장옥정, 사랑에 살다》 ... 향이 역
- 2013년 SBS 드라마스페셜 《너의 목소리가 들려》 ... 고성빈 역
- 2014년 KBS2 수목 특별기획 드라마 《감격시대: 투신의 탄생》 ... 소소 역 (10회부터 출연)
- 2014년 네이버 TV 웹 드라마 《뱀파이어의 꽃》 ... 강서영 역
- 2014년 tvN 금토드라마 《갑동이》 ... 여고생 환자 역 (특별출연)
- 2014년 KBS2 수목 특별기획 드라마 《조선 총잡이》 ... 제미 역
- 2014년 KBS2 TV소설 《일편단심 민들레》 ... 민들레 역
- 2015년 SBS 웹드라마 《당신을 주문합니다》 ... 박송아 역
- 2015년 JTBC 주말드라마 《송곳》 ... 문소진 역
- 2016년 SBS 월화 특별기획 드라마 《대박》 ... 계설임 역
- 2016년 KBS2 단막극 《드라마 스페셜 - 한 여름의 꿈》 ... 장미희 역
- 2017년 SBS 드라마스페셜 《다시 만난 세계》 ... 성영인 역
- 2017년 tvN 월화드라마 《이번 생은 처음이라》 ... 양호랑 역
- 2018년 OKSUSU 오리지널 드라마 《나는 길에서 연예인을 주웠다》 ... 이연서 역
- 2019년 JTBC 월화드라마 《눈이 부시게》 ... 이현주 역
- 2019년 JTBC 월화드라마 《바람이 분다》 ... 손예림 역
- 2021년 MBC 수목드라마 《미치지 않고서야》 ... 서나리 역
- 2022년 Disney+ 오리지널 드라마 《키스 식스 센스》 ... 반호우 역
- 2022년 tvN 토일드라마 《슈룹》 ... 태 소용 역
- 2023년 JTBC 토일드라마 《킹더랜드》 ... 강다을 역
- 2025년 tvN 토일드라마 《감자연구소》 … 이옹주 역

## 수상 및 후보
| 연도 | 시상식                     | 부문                            | 작품                         | 결과 |
| ---- | -------------------------- | ------------------------------- | ---------------------------- | ---- |
| 2014 | 제7회 코리아 드라마 어워즈 | 여자 신인상                     | 너의 목소리가 들려           | 후보 |
| 2014 | KBS 연기대상               | 여자 신인상                     | 일편단심 민들레, 조선 총잡이 | 후보 |
| 2014 | KBS 연기대상               | 일일극부문 여자 우수연기상      | 일편단심 민들레              | 후보 |
| 2019 | KBS 연기대상               | 여자 연작 · 단막극상            | 굿바이 비원                  | 후보 |
| 2021 | MBC 연기대상               | 미니시리즈 부문 여자 우수연기상 | 미치지 않고서야              | 후보 |